# Strada provinciale 2 Vicarese
La strada provinciale Vicarese (SP 2) è una strada di rilevanza provinciale che scorre in provincia di Pisa. Collega il comune di Calcinaia con Pisa. Il nome deriva dal fatto che la strada attraversa tutto il comune di Vicopisano, da est ad ovest.

## Tracciato
La strada ha inizio appena fuori dall'abitato di Calcinaia, nella zona orientale del comune, all'altezza dell'incrocio con la strada statale 439 Sarzanese-Valdera. Si porta verso ovest attraversando la parte settentrionale di Calcinaia ed entrando nel comune di Vicopisano all'altezza dell'incrocio con la via provinciale Francesca Nord, proveniente da Bientina.
Dopo il ponticello sul Canale Emissario entra in località La Botte, incrociando la strada provinciale omonima (SP 1) per poi curvare verso sud-ovest, attraversando l'abitato di San Giovanni alla Vena e cominciando a seguire alternativamente il contorno meridionale dei monti pisani e l'argine destro del fiume Arno. Assume così un tracciato contraddistinto da large curve, che la caratterizzerà per tutto il suo percorso nel comune vicarese.
Toccando il margine meridionale dei paesi di Cevoli e Cucigliana, arriva a Lugnano dove incrocia l'inizio della strada provinciale di Lari (SP 31), caratterizzata dal ponte sull'Arno che permette la comunicazione con Cascina. Continua verso ovest attraversando la piana di Noce con la zona industriale correlata, arrivando poi al paese di Uliveto Terme che costeggia settentrionalmente seguendo da vicino il margine del monte. Giunge quindi a Caprona, alla congiunzione con la via provinciale Arnaccio-Calci. Dopo aver lasciato il paese, entra nel comune di San Giuliano Terme costeggiando il fosso della Vicinaia.
In questo tratto assume il nome di strada provinciale calcesana, pur conservando la numerazione 2, in quanto percorre parte dell'itinerario della vecchia via Calcesana, proveniente da Calci. Le località che tocca in questo suo ultimo tragitto prima di arrivare a Pisa sono, nell'ordine, Mezzana, Colignola e Ghezzano. Nei pressi di quest'ultima cittadina forma, con la via di Cisanello e via Giacomo Puccini, un importante crocevia su cui confluisce buona parte del traffico con direttrice Lucca-ospedale Cisanello.
Termina a Pisa in prossimità della rotonda con via di Pratale, vicino al grande complesso del CNR.

## Storia

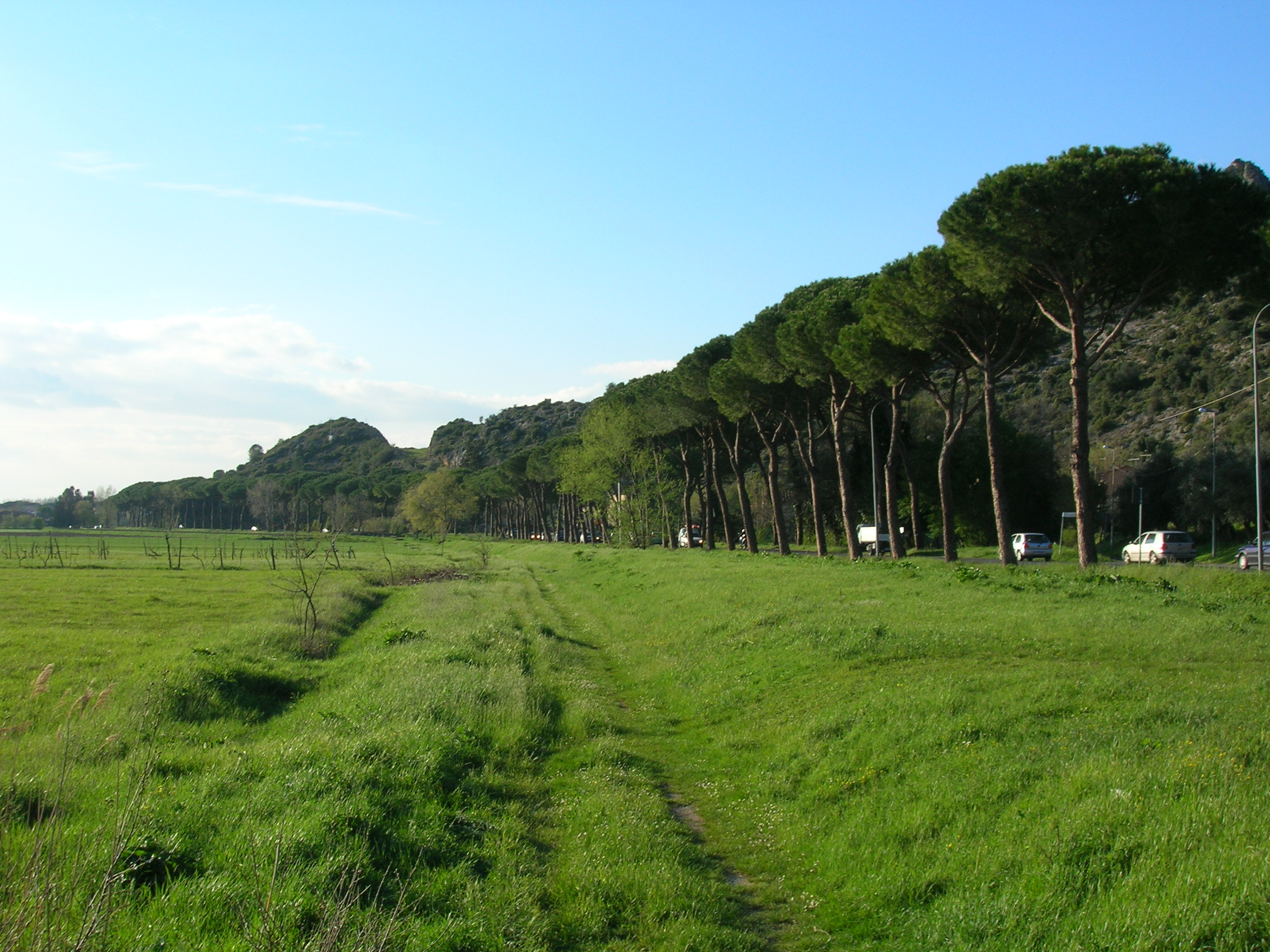
Tratto tra Uliveto Terme e Caprona

La via provinciale Vicarese viene nominata per la prima volta negli Statuti Pisani del XIII secolo. Il suo nome originale era strada di Piedimonte (o Piemonte), dovuto al fatto che permetteva la comunicazione con le zone "ai piedi" dei monti pisani. Con l'affermarsi del prestigio della rocca di Vicopisano la strada cominciò ad esser denominata Vicarese.
Nel XIX secolo nasceva come prosecuzione della via Regia Traversa di Val di Nievole, all'altezza dell'incrocio fra tre strade, quella per Santa Maria a Monte, quella per Bientina e quella per il ponte a Bocca d'Usciana. Terminava sempre a Pisa, ma presso la Porta alle Piagge.
Durante la sua storia ha subito molteplici modifiche di tracciato. A seguito dei vasti danni provocati dalla piena dell'Arno del 3 novembre 1844, l'anno successivo il Governo Toscano ordinò il rialzamento e il consolidamento di tutta la parte immediatamente contigua alla sponda destra dell'Arno, con la creazione di un "Argine Strada". Venne rinforzato il tratto da Calcinaia alla botte del Canale Emissario, in modo da proteggere la pianura di Bientina da ogni possibile esondazione. Il tratto da Lugnano alla chiesa di San Martino al Bagno, che subiva frequenti allagamenti anche in presenza di minime piene dell'Arno, venne rialzato fino a 6 braccia toscane e rinforzato da un grosso muraglione.
Durante il XX secolo sono state create molte varianti della provinciale in modo da deviare il traffico fuori dai centri abitati, rendendone il tracciato più rettilineo e ampio, adatto quindi alla circolazione di mezzi più pesanti, in risposta al crescente sviluppo industriale dell'area. Nel comune di Calcinaia venne costruita la via Circonvallazione Vicarese, che passa a nord della cittadina decongestionando la stretta strada vecchia che attraversa il centro. Quattro interventi vennero eseguiti nel comune di Vicopisano. Il primo, imponente, portò alla creazione del tratto posto tra l'Arno e i paesi di Cevoli, Cucigliana e Lugnano, in sostituzione del vecchio tracciato stretto e pieno di curve; fu ideato anche in previsione della realizzazione del ponte sul fiume a Cascina. Il secondo è una rettifica di circa un chilometro in prossimità della chiesa della Santissima Annunziata di Uliveto Terme, attuata per evitare il piccolo nucleo di case annesso. Il terzo intervento, simile ai suddetti, venne effettuato a Caprona per evitare il tortuoso percorso interno al borgo e per garantire un miglior scorrimento del traffico da e verso il ponte sull'Arno: la rettifica passa pochi metri a sud del vecchio tracciato e oggi costituisce la linea di divisione con i quartieri nuovi del paese.
Il quarto intervento è parte di un progetto più grande realizzato prevalentemente nel comune di San Giuliano Terme. Dopo Caprona la strada proseguiva in origine lungo l'argine destro dell'Arno fino ad attraversare il paese di Campo, per poi arrivare a Mezzana all'altezza della chiesa parrocchiale. Questo tratto, oggi denominato via Vecchia Vicarese, ha assunto un ruolo secondario a seguito della realizzazione del moderno percorso che, abbandonato il comune vicarese, si dirige a nord formando un'ampia ansa nella pianura compresa tra La Gabella e Campo, saltando di fatto quest'ultimo paese, unendosi alla via Calcesana (proveniente da Calci) e ricongiungendosi col vecchio tracciato a Colignola.
Negli anni cinquanta ai lati di buona parte della provinciale vennero piantati alberi di pino domestico a scopo ornamentale. L'invasività delle loro radici oggi provoca notevoli danni al margine stradale, oggetto per tale motivo di continui interventi riparativi, tanto da far emergere negli ultimi anni numerose proposte di sostituzione con altre piante. Nel 2009 i pini presenti nel tratto fra Caprona ed Uliveto vengono abbattuti senza essere sostituiti con altre piante.
Nel 2007 è stata realizzata una rotatoria nell'ambito della costruzione della "Porta di Uliveto", nuovo quartiere residenziale della parte occidentale di Uliveto Terme.

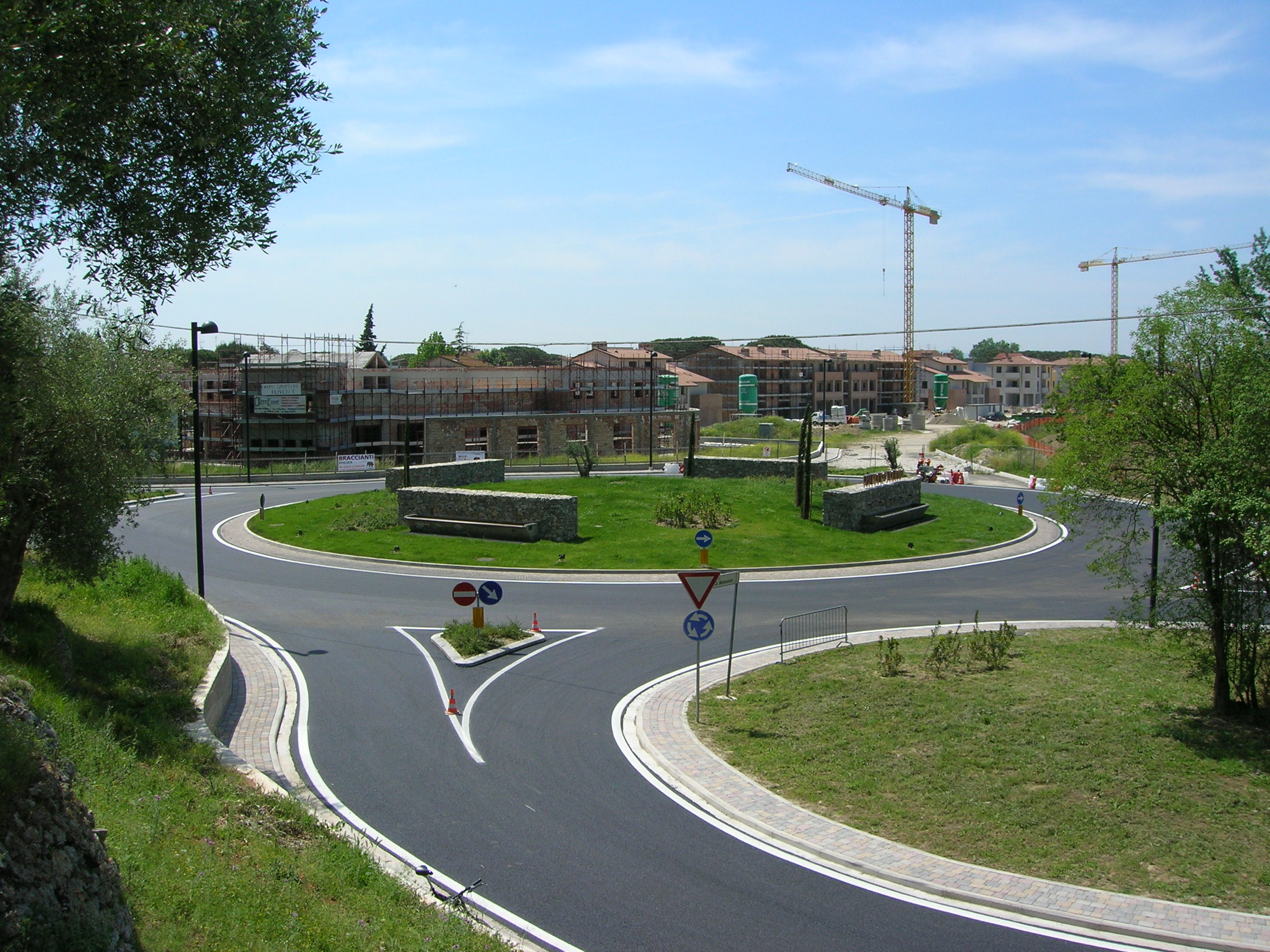
La nuova rotatoria presso Uliveto Terme

## Progetti futuri
Il Comune di Vicopisano ha in programma la realizzazione di due rotatorie nei pressi dei ponti di Caprona-Zambra e di Lugnano-Cascina, nonché la sistemazione dell'area della Botte, in corrispondenza dell'incrocio con la strada provinciale omonima, proveniente da Fornacette, e la strada provinciale Francesca Nord, proveniente da Bientina.
Nel progetto di realizzazione della tangenziale Nord-Est di Pisa, approvato nel 2008, è prevista la creazione di un'ulteriore variante circonvallazione che dovrebbe partire dall'incrocio con la via Calcesana, passare a nord degli abitati di Mezzana e Colignola, per poi ricongiungersi alla nuova opera nei pressi di Ghezzano.